# گیوزو بورچا
گیوزو بورچا (مجاری: Győző Burcsa؛ زادهٔ ۱۳ مارس ۱۹۵۴) بازیکن و مربیفوتبال اهل مجارستان بود.
از باشگاه‌هایی که در آن بازی کرده‌است می‌توان به باشگاه فوتبال دیوری ای‌تی‌او، باشگاه فوتبال اوسر، و باشگاه فوتبال ویدتون اشاره کرد.
وی همچنین در تیم ملی فوتبال مجارستان بازی کرده‌است.